# Баженский, Порфирий Иванович
Порфирий Иванович Баженский (в ряде источников Бажанский; укр. Бажанський Порфирій Іванович; 1836—1920) — русско-галицский композитор, теоретик музыки, фольклорист, музыковед

 и музыкальный писатель, священник УГКЦ.

## Биография
Порфирий Баженский родился 22/24 февраля 1836 (согласно «ЭСБЕ» и «МЭСБЕ» в 1835) году в селе Белелуя на Пруте; представитель польского дворянского рода принадлежавшего к Союзу ящерицы и Прусскому союзу и активно действовавшего в пользу включения территории Тевтонского ордена в состав Польского королевства.
Получил образование в Бучацкой, Станиславской и Черневецкой гимназиях, затем изучал богословие во Львове и стал священником Украинской грекокатолической церкви. В своих приходах он охотно обучал прихожан церковному пению.
П. И. Баженский сочинил несколько драматических картин с пением: «Маруся», «Олеся», «Довбуш», «Нима» и «Параня Сибирячка», которые в разное время появлялись на сцене русского театра во Львове. Кроме того, Баженский писал о музыке и пении в разных газетах: «Слове», «Сионе», «Диле»; из этих статей наиболее известны: «Наука спиву для школ», «Характер малорусской музыки», «Велыка и широка гармоные и композыця музыкальна».
Кроме того им была написана «Пасека» — трактат о пчелах.
Дочь — Ольга-Александра Порфирьевна Бажанская-Озаркевич (1866—1906) — украинская пианистка, фольклористка, писательница и общественный деятель. Записанные Бажанской-Озаркевич песни вошли в сборник «Народные галицкие мелодии» (Львов, 1905—1912, части 1-10), составителем которого был её отец.
Порфирий Иванович Баженский умер 29 декабря 1920 года в городе Львове (тогда Польская Республика) и был погребён на Лычаковском кладбище.